# Funicolare di Regoledo
La funicolare di Regoledo era un impianto che da Regoledo (frazione di Perledo) portava alla propria frazione montana, posta a circa 300 metri sopra il lago di Como, a servizio di un'importante stazione idroterapica estiva nota come Grand Hotel Regoledo.
Realizzata a cura della società di gestione di tale stabilimento che intendeva usufruire di un comodo collegamento integrato rispetto a una fermata lungo la ferrovia della Valtellina, la funicolare rimase in attività fra il 1903 e il 1960.

## Storia

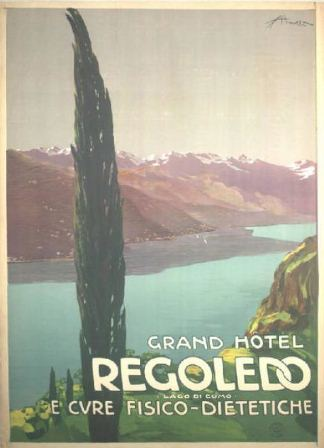
Locandina del Grand Hotel

La storia dell'impianto è strettamente legata a quella dello stabilimento per il quale fu costruita. Attivato nel 1858 per iniziativa del fabbricante di carta Sergio Maglia e rilevato nel 1890 dagli imprenditori milanesi Marini e Legnani, il Grand Hotel Regoledo divenne ben presto rinomato per le cure idroterapiche che vi venivano prestate, trattamento alla moda nell'alta società milanese della cosiddetta fin de siècle.
Ciò attirò fra l'altro numerose personalità quali Cesare Cantù, Antonio Stoppani, Massimo d'Azeglio, Amilcare Ponchielli, Arturo Toscanini, Agostino Gemelli e, nel 1858, Ippolito Nievo, contribuendo ad aumentare la sua fama nel corso degli anni.
(Ippolito Nievo)
Per favorire il raggiungimento della casa di cura, fin dal 1852 si pensò di ricorrere alla costruzione di una funicolare che collegasse la stessa direttamente con l'imbarcadero dei piroscafi che navigavano sul lago, adottando una tecnologia allora sperimentale che avrebbe raggiunto la propria maturità solo qualche decennio più tardi, grazie anche alla realizzazione anche delle prime funicolari italiane. Oltre ai servizi di navigazione, già attivi, in fase di progettazione si tenne conto anche della collocazione di un'apposita fermata lungo la ferrovia Milano-Lecco, il cui tratto Lecco-Colico fu inaugurato il 26 giugno 1892.
Dopo un primo progetto, poi scartato, redatto da Alfredo Colli, che prevedeva l'adozione del sistema a contrappeso d'acqua, con Decreto ministeriale n. 26777/1862 del 29 maggio 1890 fu autorizzata la costruzione "in via di esperimento" di un impianto con argano elettrico la cui progettazione fu condotta a cura della Fonderia di Berna e della società Usines de Roll; qualche anno più tardi si poterono avviare i lavori di costruzione, i quali imposero la realizzazione di un importante manufatto in pietra ad archi per mantenere la pendenza ai valori stabiliti. L'inaugurazione avvenne il giorno 1 settembre 1890.
Una profonda ricostruzione dell'impianto, che mirava fra l'altro ad eliminare alcuni inconvenienti tecnici che si erano nel frattempo manifestati e che vide il cambiamento del sistema di trazione i quali avevano portato al fermo dello stesso, fu autorizzata nel novembre 1901 e attuata nel 1903 a cura delle società Von Roll e Fritz Marti; la nuova inaugurazione si tenne il giorno 6 settembre dello stesso anno, con avvio del servizio aperto al pubblico il successivo 4 novembre.
Da allora il grande stabilimento fu raggiungibile attraverso un mezzo che consentiva ai visitatori di godere l'ampia vista del bacino della Tremezzina, contribuendo ad arricchire il materiale divulgativo con immagini degli scorci che si potevano godere dalla funicolare la quale divenne essa stessa oggetto, come d'uso all'epoca, di cartoline illustrate, le quali sovente rappresentavano, oltre ai paesaggi locali, anche l'originale conformazione del nodo di interscambio posto a valle della funicolare, che integrava la fermata ferroviaria, la carrabile poi strada statale 36 e il pontile di attracco dei battelli.

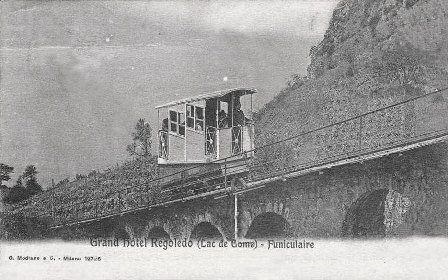
Cartolina d'epoca della funicolare

Le tristi vicende legate alla prima guerra mondiale portarono nel 1916 a una sospensione del servizio della funicolare e la sua riapertura nel 1917 in conseguenza dell'utilizzo dell'albergo quale sezione distaccata dell'ospedale di Milano. Dopo un breve periodo di ripresa del traffico turistico avvenuta durante gli anni trenta un cambio d'uso analogo a quello precedente si ebbe durante il secondo conflitto al termine del quale il complesso raggiunto dalla funicolare mutò la sua natura diventando una colonia estiva.
La cessazione del servizio è datata 1 giugno 1960, quando ormai la fama del Grand Hotel, ormai diventato centro di riabilitazione dell'istituto Santa Corona di Milano, era scemata. Dopo la sua chiusura lo stesso fu in seguito utilizzato poi come ospedale militare e infine quale succursale dell'Istituto Sacra Famiglia di Cesano Boscone.

### Percorso
| Unknown route-map component "CONTgq" | Unknown route-map component "eHSTq" | Unknown route-map component "CONTfq" |

| Unknown route-map component "uexKBHFa" |

| Unknown route-map component "uexSPLa" |

| Unknown route-map component "uexSPLe" |

| Unknown route-map component "uexKBHFe" |

## Caratteristiche

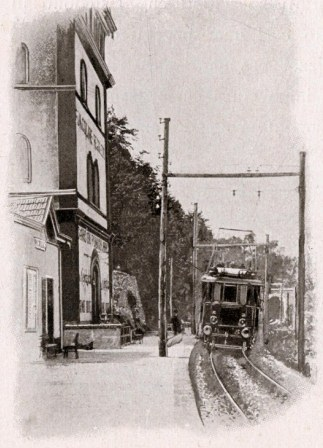
La stazione inferiore della funicolare. Il piccolo fabbricato viaggiatori era la fermata FS oggi demolito.

Lunga 440 m, la funicolare di Regoledo presentava una pendenza massima che nella prima parte del percorso raggiungeva il ragguardevole valore del 65 per mille, per poi attestarsi su valori compresi fra il 34 e il 53 per mille sul resto del percorso. Il viaggio veniva compiuto in circa 8 minuti.
Il sistema di trazione, inizialmente elettrico, fu trasformato con quello a contrappeso d'acqua inizialmente ipotizzato in occasione della trasformazione dell'impianto avvenuta nel 1903. In tale occasione la pendenza massima fu abbassata dal 65 al 57,4 per mille e le vetture furono completamente rinnovate e dotate di un serbatoio d'acqua della capacità di 3.600 litri.
Peculiare risultava il sistema di esercizio adottato, che imponeva l'arresto delle due vetture in corrispondenza del punto di incrocio posto a metà percorso; i passeggeri venivano quindi trasbordati dall'una all'altra e l'acqua travasata da quella superiore a quella inferiore. A questo punto era la cabina inferiore che, diventata più pesante, trascinava verso l'alto l'altra completando il viaggio.
La stazione superiore era posta nelle immediate adiacenze del Grand Hotel, mentre quella inferiore era ospitato in un caratteristico edificio, rimasto in opera, posto in corrispondenza della fermata ferroviaria di Regoledo, in comune di Perledo, a sua volta dotata di un modesto fabbricato di attesa adiacente a quello della funicolare. Il marciapiede comune ad entrambi gli impianti era raggiungibile per mezzo di un apposito sottopasso ferroviario caratterizzato da un vistoso portale, ancora visibile, che si apriva su quella che in seguito divenne strada provinciale 72 lungolago, posto di fronte all'imbarcadero nel frattempo scomparso.